# Слобозія-Корнь
Слобозія-Корнь, Слобозія-Корні (рум. Slobozia Corni) — село у повіті Галац в Румунії. Входить до складу комуни Гідіджень.
Село розташоване на відстані 203 км на північний схід від Бухареста, 76 км на північний захід від Галаца, 129 км на південь від Ясс, 149 км на схід від Брашова.

## Населення
За даними перепису населення 2002 року у селі проживала 781 особа, усі — румуни. Усі жителі села рідною мовою назвали румунську.